# Alfred Moschkau

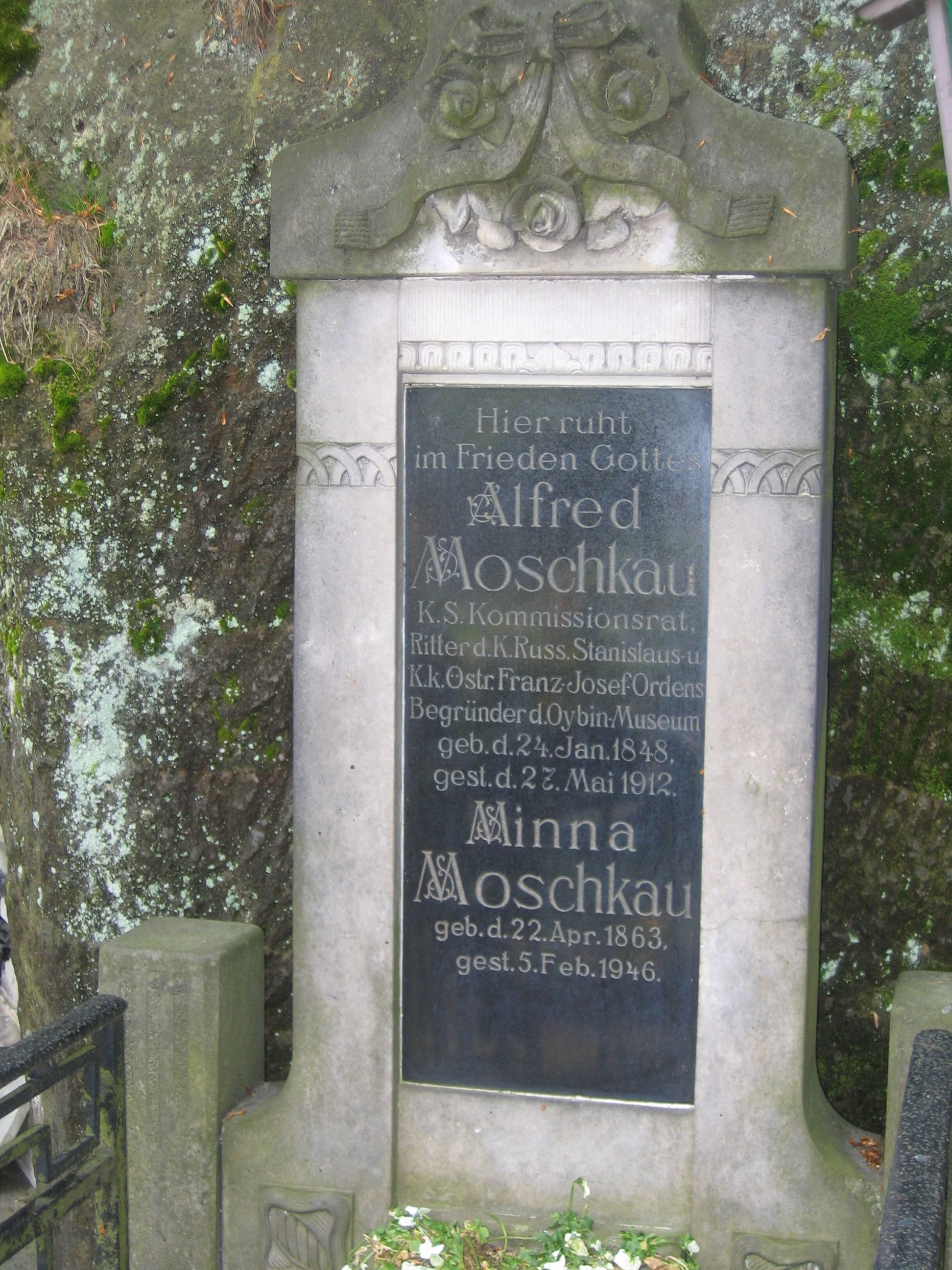
Grób Alfreda Moschkau na cmentarzu w Oybinie

Otto Carl Alfred Moschkau (ur. 24 stycznia 1848 w Löbau; zm. 27 maja 1912 w Oybinie) – niemiecki badacz historii regionalnej, publicysta, poeta i filatelista.
Moschkau należał do twórców naukowej filatelistyki w Niemczech. W 1879 założył Oybin-Museum na górze Oybin, którym następnie kierował. Był także twórcą Towarzystwa Górskiego Oybina. Przyczynił się do budowy wąskotorowej linii kolejowej do Żytawy. Zbierał autografy Goethego, Schillera i Thomasa Körnera.
Był odznaczony rosyjskim orderem św. Stanisława i austriackim orderem Franciszka Józefa.
Alfred Moschkau został pochowany na cmentarzu w miejscowości Oybin.